# Mościszki (wieś w Polsce)
Mościszki – wieś w Polsce, położona w województwie wielkopolskim, w powiecie kościańskim, w gminie Krzywiń.

## Historia
Mościszki były osadą istniejącą już w XI w. w dobrach rodu Awdańców i należała do Michała Awdańca. Wówczas nosiła nazwę Mościeszyce. Wraz z innymi osadami należącymi do tego rodu stanowiły uposażenie opactwa Benedyktynów w Lubiniu ufundowanym w 1070 r. Po raz pierwszy Mościszki wspomniane zostały w dokumencie datowanym na 1181 r., a będącym wytworzonym przed 1258 r., falsyfikatem dokumentu fundacyjnego konwiktu benedyktyńskiego. W XIII w. na fali kolonizacyjnej opaci lubińscy dokonali lokacji wsi na prawie niemieckim w oczekiwaniu na większe dochody. Wtedy też przypuszczalnie zmieniono nazwę na Mościszki. Ponownie nazwa wsi pojawia się w roku 1356, gdy opat Andrzej sprzedawał Piotrowi z Pragi sołectwo w Zbęchach. W 1393 r. król polski Władysław Jagiełło zwolnił wieś Mościszki z danin powszechnych i ciężarów. Sądzić należy, że dokonana lokacja nie przyniosła spodziewanego wzrostu profitów, gdyż z końcem XIV w. dokonano ponownej lokacji.
W 1400 r. opat lubiński dokonał relokacji wsi na prawo średzkie, sprzedając przy tej okazji sołectwo Mościszek sołtysom wsi Bieńkowo za 34 grzywny (1 grzywna = ok. 200 g) srebra. Zawarta umowa określała uposażenie sołtysa obejmujące: 3 małe łany (1 łan mniejszy = 17,955 ha), 3 ogrody, 2 morgi łąki (1 morga = 0,56 ha), karczmę, piekarnię, jatkę mięsną, warsztat szewski, kuźnię, 1/3 kar sądowych, prawo wypasu 4 kobył i 300 owiec, prawo połowu ryb w jeziorze i rzece, prawo polowania na drobną zwierzynę. W zamian za to sołtys był zobowiązany do konnej służby wojskowej o wartości 1,5 grzywny oraz 1 obiadu lub 1 wiardunku (1/4 grzywny) w czasie sądów. Wieś otrzymała 4 lata wolnizny. Kmiecie za otrzymane pola mieli obowiązek dostarczyć do klasztoru 1 wiardunek z każdego łanu, jako dziesięcinę, 10 miar zboża (4 pszenicy, 3 żyta i 3 owsa) (1 miara = ok. 15 l), 1 miarę chmielu. Ponadto musieli świadczyć robociznę. Do tego cała wieś musiała składać daniny okolicznościowe: 2 obiady rocznie lub ½ grzywny, oraz z 1 łanu wieprzka na Boże Narodzenie, 2 kurczęta na Narodzenie Najświętszej Marii Panny (8 września) i 30 jaj na Wielkanoc.
W dokumencie z 1467 r., w którym opat lubiński Wojciech zaświadcza istnienie zobowiązania zmarłego już sołtysa Piotr z Pragi wobec swoich bratanków, pojawiają się po raz pierwszy imiona kmieci z Mościszek. Wymieniono Franciszka Saludę, Mateusza Wochno i Michała Swóła. W roku 1470 opat lubiński dokonał parcelacji folwarku klasztornego położonego na polach Mościszek. Sołtys otrzymał ½ łanu, 3 kmieci po ½ łanu, syn karczmarza 1 łan. Za te nabytki razem musieli płacić czynsz wynoszący rocznie 1,25 grzywny z łanu. Przy tej okazji również pojawiają się imiona mieszkańców wsi. Sołtys Wojciech za swój nabytek zapłacił 1 grzywną. Poza tym kmiecie Łukasz Niemiec, Franciszek Szymal i Maciej Roth oraz syn karczmarza Marcin. Z Księgi uposażeń biskupstwa poznańskiego z r. 1510 wynika, że na Mościszki składały się: 2 sołectwa po 1 ½ łanie, 8 łanów kmiecych osiadłych, 2 łany puste, karczma. W późniejszy latach następował powolny rozwój wioski i w 1563 r. były 3 łany sołtysie, 10 kmiecych, 1 komornik i karczma, ale już w 1566 r. wieś obejmowała 3 łany sołtysie, 10 kmiecych, 5 zagrodników, 2 karczmy i 1 krawca. Natomiast w 1571 r. zniknęła 1 karczma, a krawca zastąpił rybak. W późniejszym okresie Mościszki weszły w skład ekonomii Jerka.
Wieś duchowna, własność opata benedyktynów w Lubiniu pod koniec XVI wieku leżała w powiecie kościańskim województwa poznańskiego.
W wyniku rozbiorów Polski Wielkopolska znalazła się pod panowaniem pruskim. W 1796 r. opactwo benedyktyńskie w Lubiniu wraz z przynależnymi dobrami zostało przejęte przez Skarb państwa pruskiego. Ekonomia Jerka stała się majątkiem rządu pruskiego. Po okresie wojen napoleońskich utworzone zostało Wielkie Księstwo Poznańskie (1815-1848). Mościszki administracyjnie należały do ówczesnego pruskiego powiatu Kosten w rejencji poznańskiej. W 1816 roku rozpoczęło się uwłaszczanie chłopów. W 1831 r. władze pruskie dokonały regulacji i separacji gruntów między Bieżyniem a Mościszkami, co wiązało się z ich uwłaszczeniem. Według spisu urzędowego z 1837 roku Mościszki liczyły 161 mieszkańców, którzy zamieszkiwali 23 dymy (domostwa).
W latach 1975–1998 miejscowość administracyjnie należała do województwa leszczyńskiego.
W Mościszkach urodzili się:
- działacz komunistyczny Antoni Ratajczak;
- poseł na sejm V kadencji Bernard Ptak.